# Eudule ficulnea
Eudule ficulnea là một loài bướm đêm trong họ Geometridae.